# Museo Regionale Agostino Pepoli

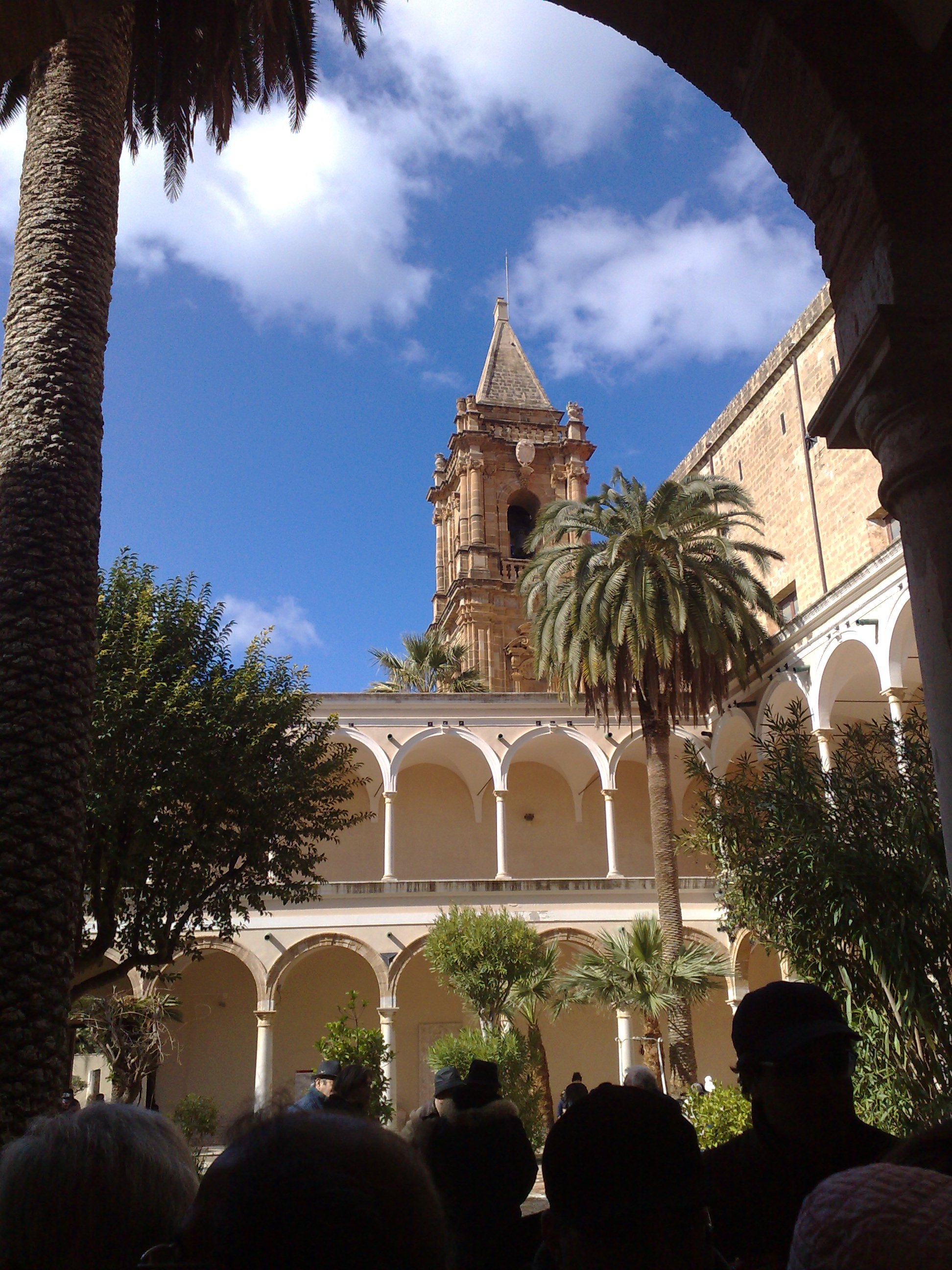
Innenhof des Karmelitinnenklosters

Das Museo Regionale Agostino Pepoli in Trapani ist eines der wichtigsten Kunstmuseen auf Sizilien. Es besteht seit 1908.

## Geschichte
Seit dem frühen 20. Jahrhundert befindet sich das Museum im Karmeliterkloster aus dem vierzehnten Jahrhundert. Es liegt neben der Basilika und Wallfahrtskirche Maria Santissima Annunziata, wo sich die aus dem 14. Jahrhundert stammende Marmorstatue der wundertätigen Madonna di Trapani befindet. Die Ursprünge der Sammlung stammen aus dem Fundus des Grafen Agostino Pepoli, ergänzt durch Spenden der Gemälde der neapolitanischen Schule vom damaligen Bürgermeister Trapanis Giovan Battista Fardella (1818–1881). Nach dem Zweiten Weltkrieg wurde es als Museum der Region bestimmt.
In den 1960er Jahren wurde das Museum grundsätzlich umgebaut. Der Architekt Franco Minissi erhielt für seine Arbeit 1969 den Regionalpreis für Architektur "IN.ARCH".

## Sammlung

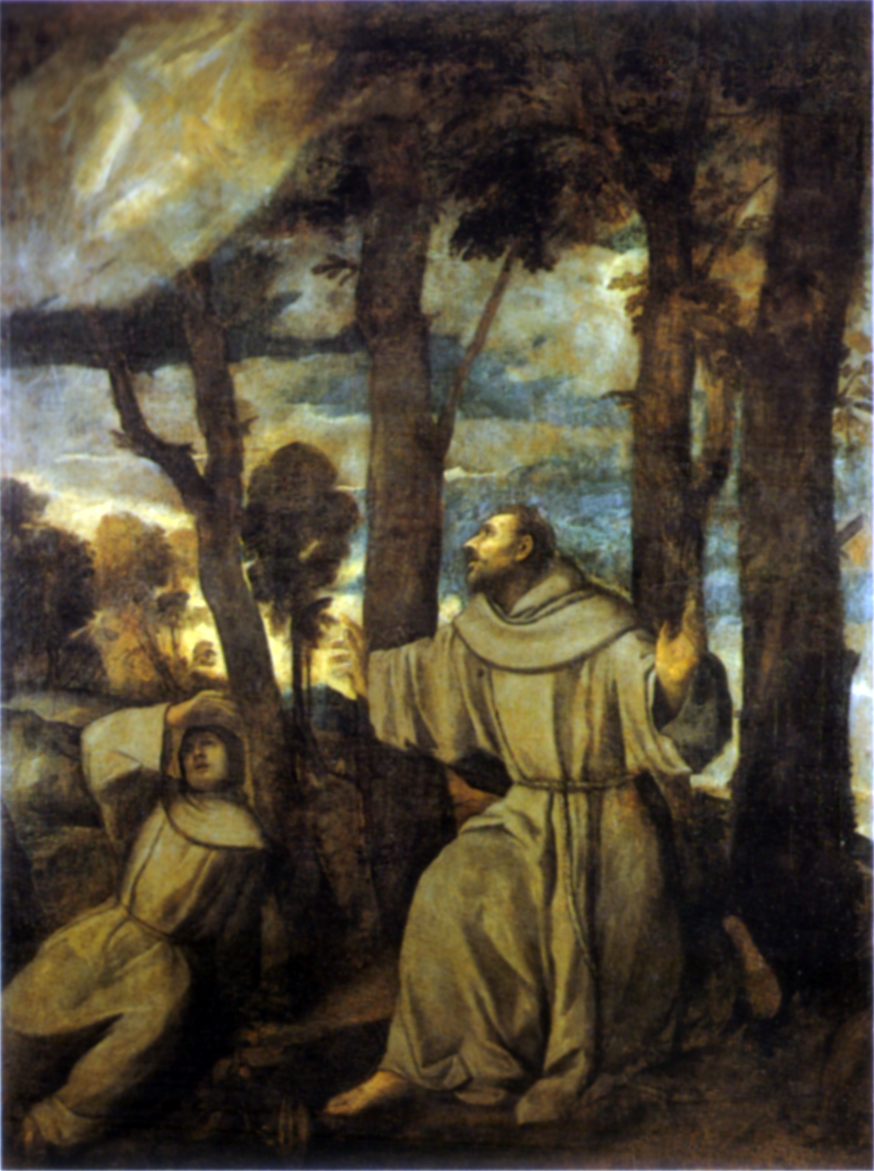
Stigmata des heiligen Franziskus von Tizian

Das Museum beherbergt eine bedeutende Sammlung dekorativer Kunst und Skulpturen, darunter Werke der Gaginis, vor allem aus den Werkstoffen Koralle und Silber, sowie diverse Skulpturen und Krippen. Im 16. Jahrhundert war die Gegend um Trapani für seine Korallenschleifarbeiten bekannt.
Auch beinhaltet das Museum eine Kunstgalerie, die unter anderem das Gemälde von Tizian „Stigmata des heiligen Franziskus“ von 1530 und Giacomo Ballas Porträt von Nunzio Nasi (1850–1935) umfasst. Es enthält auch die „Tesoro della Madonna“. Außerdem werden archäologische Funde und historische Objekte des Freien Gemeindekonsortiums Trapani ausgestellt.
Gelegentlich werden Sonderausstellungen kuratiert. Im Jahr 2008 fand die Ausstellung „Caravaggio: L'immagine del divino“ mit 14 Werken des Malers große Beachtung.